# Braunfelsia aenea
Braunfelsia aenea är en bladmossart som beskrevs av Jovet-ast och Pierre Tixier 1960. Braunfelsia aenea ingår i släktet Braunfelsia och familjen Dicranaceae. Inga underarter finns listade i Catalogue of Life.